# Colonie de vacances
Pour les articles homonymes, voir Colonie de vacances (homonymie).

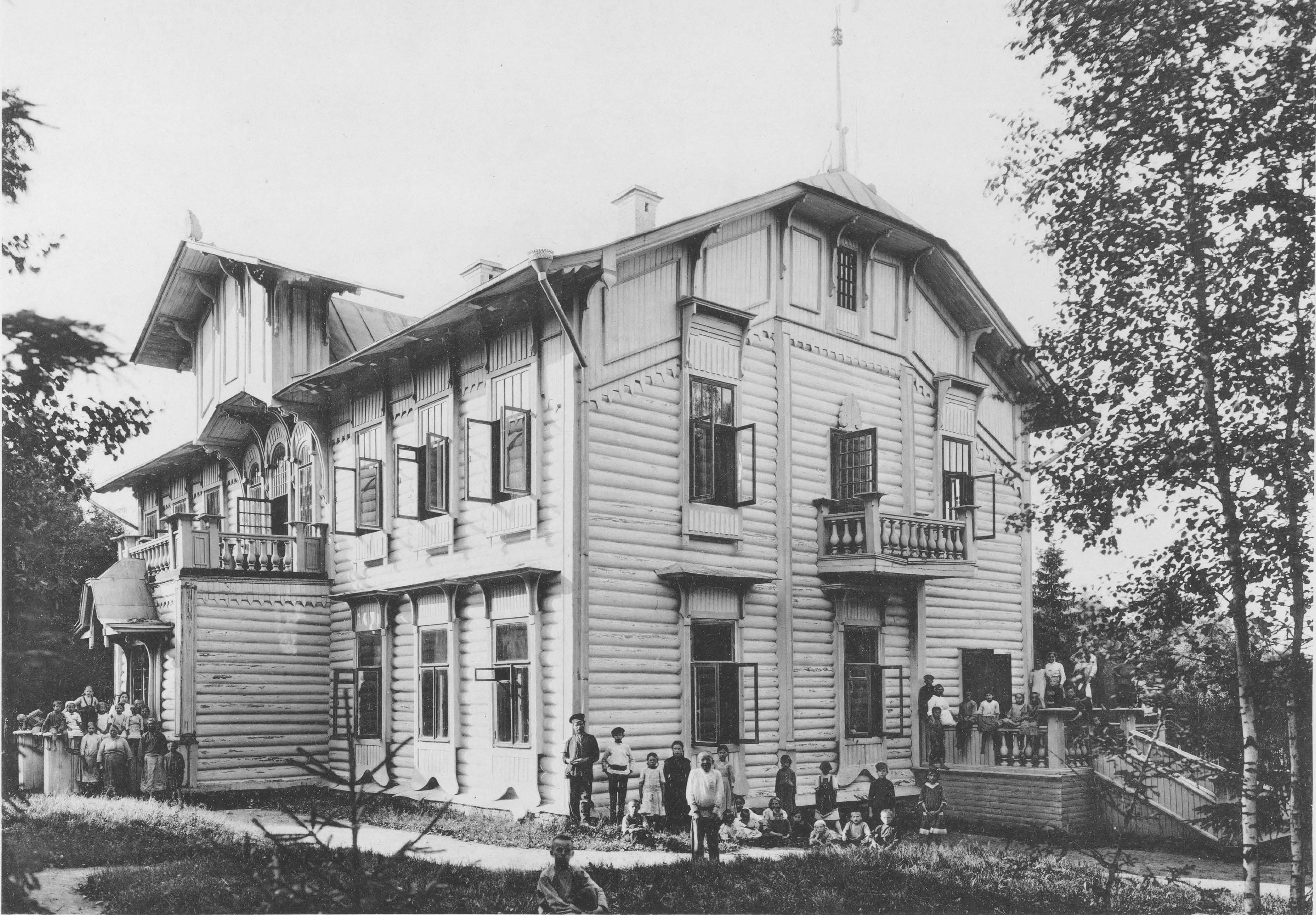
Colonie de vacances en 1913 dans un bâtiment municipal de Moscou.

Une colonie de vacances (souvent abrégée colo dans le langage familier) est un hébergement d'éducation populaire et un programme de loisirs éducatifs destiné à des groupes d'enfants mineurs, souvent pendant une à trois semaines, et généralement durant les périodes de vacances scolaires. Le terme est à présent remplacé par celui de « séjour de vacances ». Ces dispositifs d'accueil de mineurs, sans les parents, sont organisés par des associations, des collectivités, des sociétés… et en France encadrés par des personnels qualifiés sous la responsabilité de l’État : des animateurs socioculturels ; ces séjours sont réglementés par le code de l'action sociale et familiale et de la législation de la jeunesse et des sports.

## Histoire, origines
À la fin du XIXe siècle, Hermann Walter Bion, un pasteur suisse ému par la mauvaise santé des enfants défavorisés de Zurich, a organisé les premières colonies de vacances (« Ferienkolonien »), pour 68 enfants à Appenzell, en 1876, pour qu'ils profitent de la nature et surtout du grand air,. Ces séjours financés par des souscriptions connaissent un succès rapide en Suisse, et, dès 1899, ce sont 29 villes qui proposent ce type de vacances aux enfants afin de leur procurer de bonnes conditions de vie pendant quelques semaines.

## Dans le monde

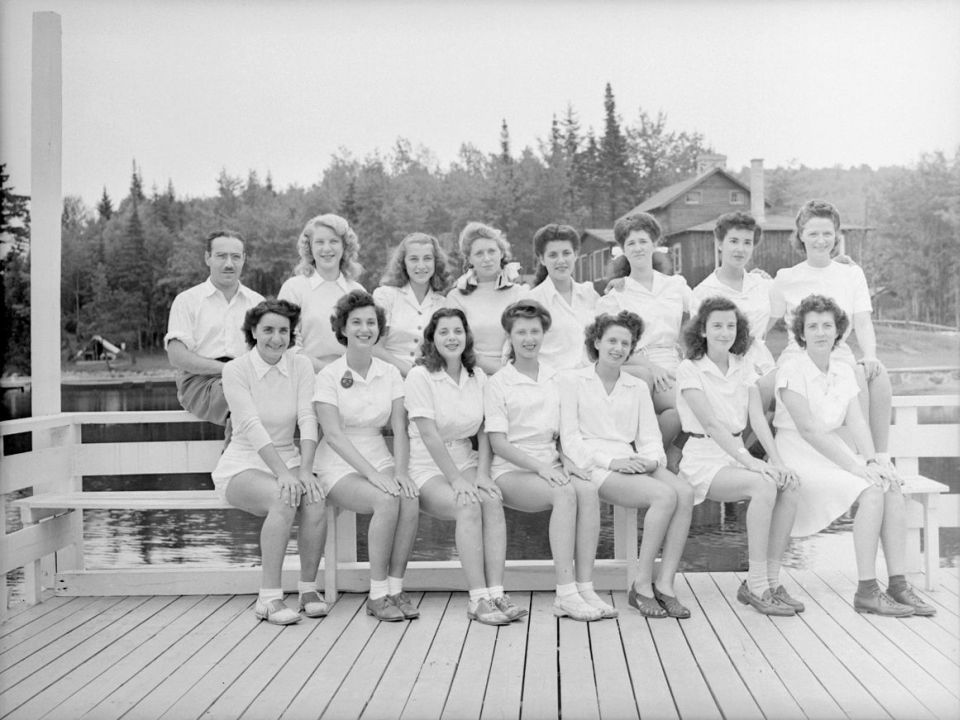
Groupe de filles et leur moniteur de la colonie de vacances Wooden Acres de Montréal, au Québec, en 1942.

Les colonies de vacances se généralisent rapidement à toute l'Europe : en 1878 en Allemagne, en 1881 en Italie, Russie, Suède, Norvège, France, 1883 en Hollande, 1886 en Belgique, 1887 en Espagne. Puis l'idée traverse les océans pour s'implanter aux États-Unis sous le nom de Summer Camp et au Japon, s'ouvrant par la suite aux familles plus aisées.
Le premier congrès international des colonies de vacances se tient, sous la présidence de Bion, en 1888 à Zurich.
En Grande-Bretagne, au début des années 1970, un groupe de jeunes Britanniques ayant travaillé dans des colonies de vacances en France crée une organisation équivalente : Colony Holidays for School Children. Elle existe encore sous le nom de ATE Superweeks.

### En France
En France, on parle également, de façon officielle, d'accueil collectif de mineurs (ACM). Le nombre de journées/enfants (6-14 ans) a progressé jusque dans les années 1960-1970, puis a régressé, de même que le nombre d'enfants accueillis.
La première initiative revient au pasteur parisien Théodore Lorriaux. En 1882 il organise, pour 72 enfants parisiens, des placements dans des familles de paysans, dont certains du village de Mont-Javoult dans l'Oise qui sera, quelques années plus tard, le lieu de la première colonie collective.
Les grandes entreprises (Renault, SNCF, EDF, GDF par exemple), par le biais des comités d'entreprise, créent des camps de vacances pour les enfants de leurs employés.

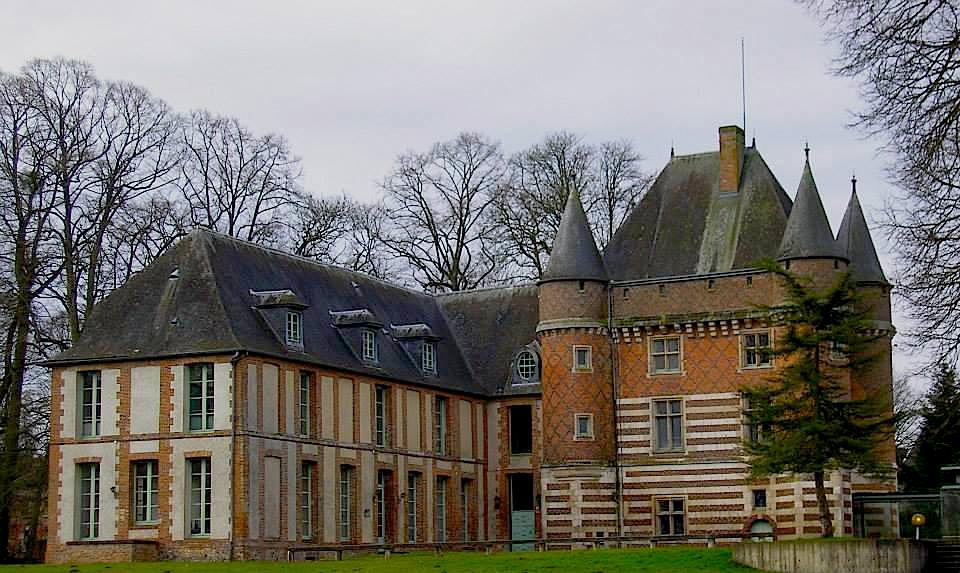
Centre de colonie de vacances Odcvl (manoir d'Argueil, en France).

En France, après la Première Guerre mondiale, les colonies de vacances font partie du système éducatif français. Elles sont également le prolongement nécessaire des patronages laïcs et paroissiaux. Elles connaissent leur âge d'or entre 1930 et 1960 à l’instar de l'Office départemental des centres de vacances et de loisirs (Odcvl) créé en 1939. En 1955, plus d'un million d'enfants français partent en colonie, ils seront 4 millions au début des années 1960. L'administration les regroupe avec les centres aérés au sein des « centres de vacances et de loisirs » (CVL) qui, depuis 2007, font partie des « accueils collectifs de mineurs » (ACM). Ils relèvent du code de l'action sociale et des familles.
La législation ne les encadre spécifiquement qu'à partir de 1938 (décret-loi du 17 juin 1938, dont l'article 1er place les enfants hébergés en colonie de vacances sous la protection de l’autorité publique. Ce décret ne limite ni la durée, ni n'impose un effectif minimum pour les colonie de vacances. Le Droit parle désormais de séjours de vacances, mais conserve le principe de la protection de l’État (représenté par le ministère chargé de la jeunesse), mais un séjour doit concerner au moins sept mineurs, et durer plus de trois nuits consécutives. Une réglementation spécifique concerne aussi les la sécurité des bâtiments, l'alimentation et l'encadrement.
Dans les années 1980 « l’augmentation du tarif des colonies de vacances a progressivement éloigné les enfants des classes moyennes alors que les enfants des familles aisées ou fortement aidées pouvaient financer ces séjours. La diminution des prises en charge par des comités d’entreprises a éloigné des colos les familles ouvrières et/ou d’employés » ; quelques aides existent, dont le Pass’colo et pour les colos apprenantes.
En 2013-2014, 1,3 million d’enfants sont partis en colonies de vacances. Pour relancer la fréquentation des centres de vacances, le gouvernement lance en avril 2015 une campagne de communication avec notamment le hashtag « instantcolo » et un dispositif nommé #GenerationCampColo dont l'objectif est de développer la mixité et la qualité des séjours. Ce dispositif financé par le Comité Interministériel à l'égalité et à la citoyenneté a été évalué par le Social en Fabrique. Le rapport d'évaluation pointe l'échec de ce dispositif.
Malgré le constat d'échec pointé dans rapport d'évaluation, le dispositif « #GenerationCampColo » et les campagnes de communication sont renouvelés chaque année jusque 2017. Deux logiques s'opposent : celle du ministère associé à quelques grands organisateurs qui cherchent à développer les colonies de vacances en utilisant le marché, et celle du Collectif Camp Colo qui dans la suite de l'évaluation du dispositif #GCC cherche à développer les colonies comme un outil de mixité. L'action de ce groupe se traduit par un travail et une réflexion pédagogique qui se met en œuvre tous les ans depuis 2015 aux Rencontres de Courcelles.
En juin 2017, le ministère de l'Éducation nationale publie les chiffres de fréquentation pour l'année 2016. Malgré les trois campagnes de communication co-construites avec l'UNAT et la JPA, la fréquentation des colonies de vacances continue à baisser (-43 724 départs en moins par rapport à 2015). La stratégie politique du ministre (Patrick Kanner) qui consiste à encourager et accompagner les grands organisateurs dans la logique de marché semble être un échec. L'absence de secrétaire d'état ou de ministre chargé de la jeunesse, de l'éducation populaire et de la vie associative renforce l'idée que les colonies de vacances relèveraient d'une délégation interministérielle, elles ne sont donc plus un outil de politique publique, mais une activités gérée et contrôlée administrativement.
Alors que la pauvreté regagne du terrain en France (plus de 15 % de la population concernée en 2023), pour faciliter les départs et relancer la dynamique de séjours a été créé en 2024 le « Pass colo », une aide financière pour les enfants de 11 ans (nés en 2013) allant de 200 € à 350 €.

### Au Canada

#### Ontario
En Ontario, le camp Northway pour jeunes filles est établi en 1914, dans le parc provincial Algonquin, tandis que le Glen Bernard Camp est établi à Huntsville.

#### Québec
Au Québec, le camp Oolawhan du YWCA (1917-2005), créé en 1917 à Sainte-Marguerite-du-Lac-Masson par le YWCA-Montréal, est la première colonie anglophone exclusivement destinée aux jeunes filles au Québec.
Le camp Ouareau, établi en 1922 à Notre-Dame-de-la-Merci, dans la région de Lanaudière, au Québec, est l'une des deux plus vieilles colonies de vacances exclusivement destinée aux jeunes filles et encore en activité au Canada. Il a été établi le même été que le Glen Bernard Camp d’Huntsville, en Ontario, lequel est également toujours en activité. Au Québec, la deuxième plus ancienne colonie de vacances exclusivement pour jeunes filles toujours en activité est la colonie de vacances Sainte-Jeanne d'Arc, à Contrecœur.
Au Québec, le premier camp de vacances anglophone s'est déroulé sur une île du lac Saint-Joseph, près de Sainte-Agathe-des-Monts, au début de juillet 1894. Il s'agit du Kamp Kanawana. Les participants dormaient dans des tentes. L'implantation de ce camp était sous la gouverne du colonel Cushing, qui mit à profit son expérience auprès de l'armée canadienne.
Le premier camp francophone (initialement pour garçons) est celui de la colonie de vacances des Grèves, créé en juillet 1912 au Cap de la Victoire, à Contrecœur, en Montérégie. Il a été fondé à l'initiative de l'abbé Adélard Desrosiers. Il s'agit de la plus vieille colonie de vacances francophone encore en opération au Québec, au Canada et en Amérique.
La colonie de vacances Oasis Notre-Dame a été créé en 1924 au lac Simon, dans Saint-Léonard-de-Portneuf, au Québec, sous la direction du père Jules Plamondon, P.S.V., supérieur du patronage Saint-Vincent de Paul de Saint-Hyacinthe. La chapelle de l'Oasis-Notre-Dame, construite en 1925, fait partie du patrimoine religieux du Québec.
Le camp Bruchési (jadis désigné « camp David ») est établi en 1925 au lac de l'Achigan, à Saint-Hippolyte, au Québec.
Les CampsRep, fondés en 1996 sous le nom de GymRep, est un camp de vacances reconnu à travers l’Amérique du Nord. En effet, c’est le plus gros camp de vacances spécialisé en entraînement acrobatique en plein air au Canada. Il est le seul camp de vacances à offrir un trapèze volant style clubs MED, une zone Wipe-Out ainsi qu’une catapulte sur le lac. Il est le seul à offrir un gymnase 100 % extérieur. Il se situe dans la ville de Chertsey, dans Lanaudière.

## Approche pédagogique
À partir des années 1930, les colonies de vacances vont se construire autour d'un seul et même modèle pédagogique. J. Houssaye l'appelle le modèle colonial. Ce modèle s'appuie sur la théorie des besoins, l'éducation nouvelle et se construit autour d'une organisation centrée sur des points récurrents :
- Des groupes par tranches d'âges homogènes (grand groupe pour les activités et petit groupe pour la vie quotidienne)
- Des activités aux choix ou à la carte
- Un adulte référent pour un groupe
- Le réveil échelonné et la sieste facultative
- L'autorité détenue exclusivement par l'adulte grâce à l'idée de cadre et d'éducation[32]

Ce modèle pédagogique va progressivement se renforcer et devenir complètement hégémonique grâce à la pédagogie par objectifs qui apparaît dans le monde des colos au cours des années 1970. Les colonies de vacances vont se structurer autour de projets éducatifs, pédagogiques, d'animation, d'activité voire de projets d'accueil ou d'intégration. Cette pédagogie par objectifs accompagné du modèle colonial permet de maintenir une centration sur l'adulte.
Ce modèle colonial associé à la méthodologie de projet est la base théorique présenté lors des stages de formation BAFA, notamment par le découpage en fonctions qui parle de projet pédagogique et éducatif, qui parle d'encadrement et de sécurité.
Au-delà de ce modèle pédagogique ultra dominant d'autres formes de colonies de vacances se sont toujours développées. Dès les années 1920, le modèle pédagogique des Républiques d'enfants se retrouvent dans les colonies de vacances : Korczak et Faucons rouges notamment. La colonie de vacances du SKIF à Corvol se réclame encore d'une pédagogie Korczakienne.
Dans l'après-guerre, les pédagogies autogestionnaires ou libertaires connaîtront des tentatives en colonies de vacances : Évolène, Lancieux ou Chaunière. L'expérience d'Évolène donne lieu à un ouvrage et se terminera en fiasco puisque la colonie sera fermée par l'organisateur plusieurs jours avant la fin prévue.

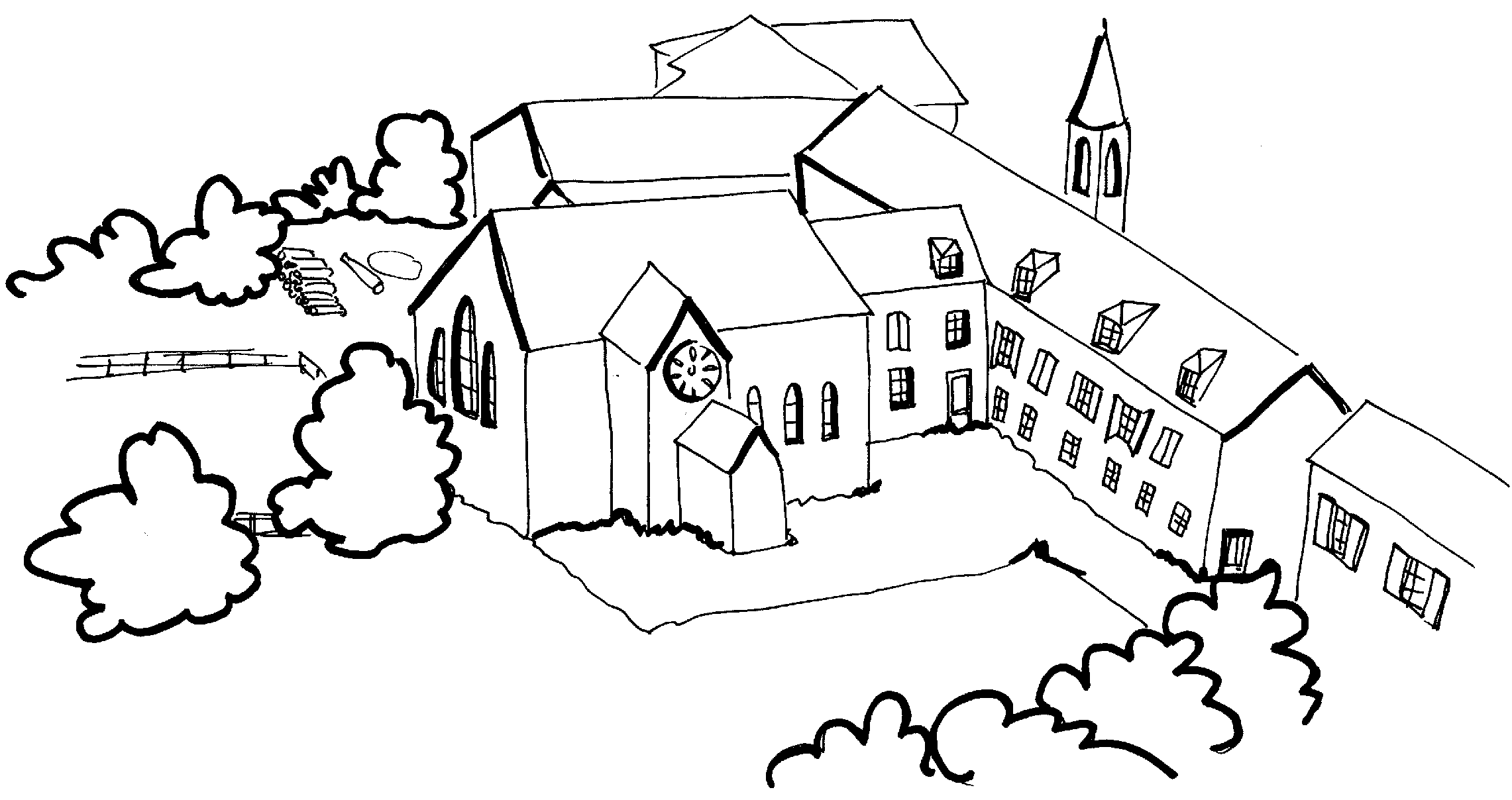
Dessin représentant la Maison de Courcelles où se déroulent les Rencontres depuis 2015.

Depuis 1979, la Maison de Courcelles accueille des colonies de vacances en s'appuyant sur un modèle pédagogie singulier : la pédagogie de la liberté,. Cette pédagogie trouve ses origines dans le personnalisme communautaire de l'UFCV et dans la pédagogie Montessori. Au-delà des colonies de vacances, la Maison de Courcelles a développé un savoir-faire singulier quant à la responsabilisation des enfants et des jeunes.
À partir des travaux de Jean Houssaye, les pédagogies de la décision vont naître et se développer dans les colonies de vacances. À l'image des Pédagogies de la Liberté de la Maison de Courcelles, les pédagogies de la décision donnent lieu à des travaux scientifiques et universitaires,. Parallèlement à ce travail de construction de pédagogies différentes pour renouveler les colonies de vacances, les praticiens-chercheurs de Courcelles ou des pédagogies de la décision déconstruisent les concepts et outils utilisés depuis de nombreuses années afin de mieux comprendre les enjeux et des solutions possibles à la perte de fréquentation des colonies de vacances :
- Démarche qualité[50]
- Méthodologie de projet[51]
- Théorie des besoins[51]
- Cadre et éducation[32]

Depuis 2020, l'association Toustes en Colo croise les travaux de Jean Houssaye avec des réfléxions issues des pédagogies critiques pour démontrer les liens entre le modèle colonial et les discriminations. Elle propose ainsi un modèle pédagogique appelé "Pédagogies du Care" comme alternative au modèle colonial et aux violences qu'il produit.

## Dans la culture

### Chanson
En 1966, ce type d'hébergement est traité de façon humoristique par le chanteur français Pierre Perret dans Les Jolies Colonies de vacances, chanson qui connaît un grand succès populaire en France et lance la carrière de l'artiste.

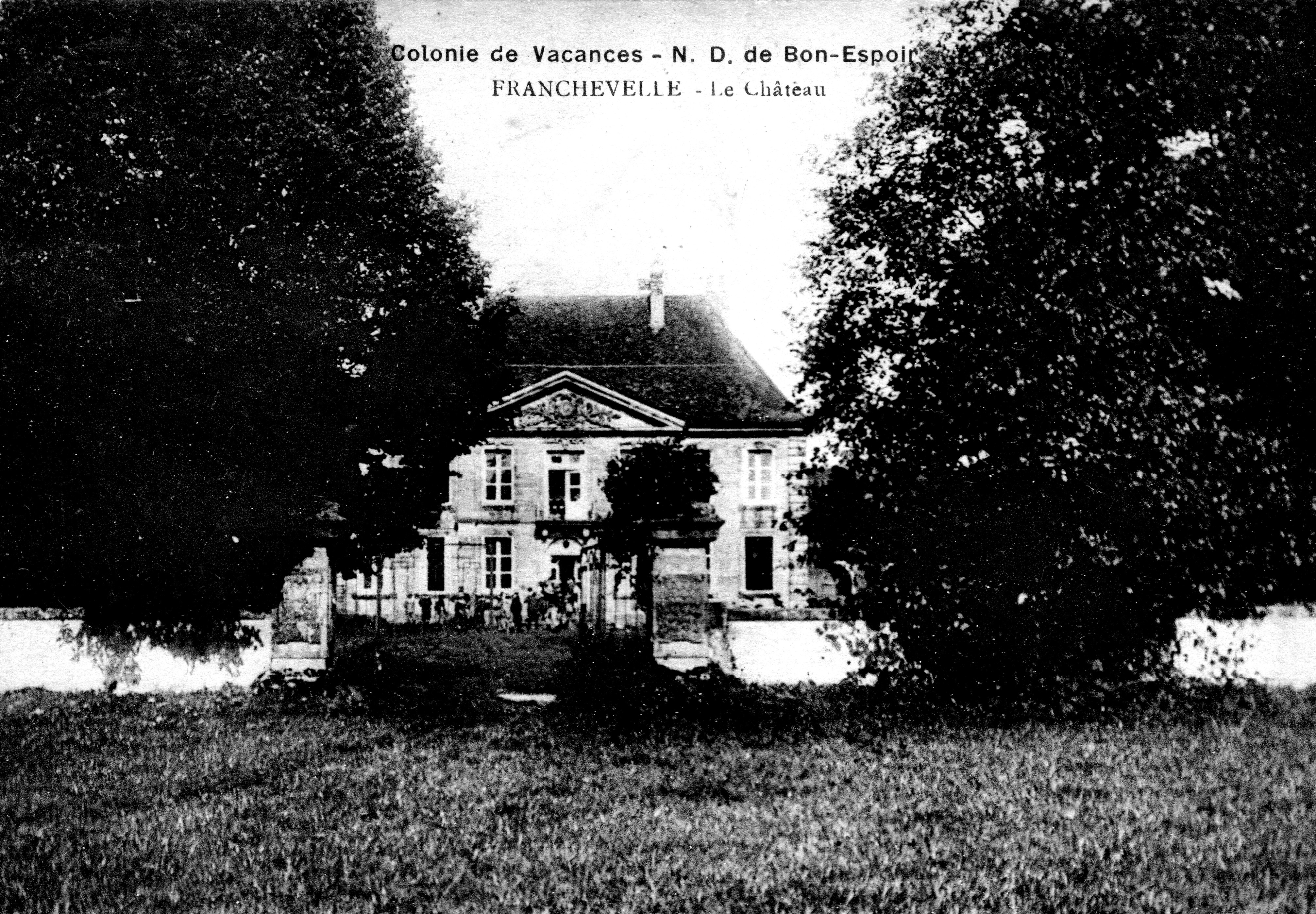
Colonie de vacances Notre-Dame du Bon-Espoir au château de Franchevelle (Haute-Saône), en 1923.

### Cinéma
- Le Petit Bougnat (1970)
- Le Souffle au cœur (1971)
- L'Argent de poche (1976)
- La Meilleure Façon de marcher (1976)
- Préparez vos mouchoirs (1978)
- Les Joyeuses Colonies de vacances (1979)
- Scout toujours... (1985)
- La Classe de neige (1998)
- Nos jours heureux (2006)

### Télévision
- Vive la colo !, série télévisée
- Nos plus belles vacances, série télévisée

### Vidéographie
- INA Société, « 1966 : Une journée à la colonie de vacances », 19 juillet 2022 (consulté le 6 août 2025)